# GMA Dove Award 1970
Im Jahr 1970 fand die zweite Verleihung des GMA Dove Award statt, des größten Preises der Gospelmusik.

## Preisverleihung
Nach dem ersten Jahr fand die Preisverleihung erneut in Memphis statt. Die meisten der nun 14 Gewinner entstammten wie im vorherigen Jahr aus dem Bereich des Southern Gospel. Eine Aufzeichnung der Verleihung wurde in der Sendung Gospel Jubilee ausgestrahlt.

## Kategorien
Die Gewinner der Kategorien sind farblich unterlegt.

### Song of the Year
In der Kategorie Song of the Year gewann das Lied The Night before Easter. Es waren neun Lieder nominiert.
| Lied                                     | Texter                    | Produzent            |
| ---------------------------------------- | ------------------------- | -------------------- |
| He Looked Beyond My Faults               | Dottie Rambo              |                      |
| He Touched Me                            | Bill Gaither              |                      |
| The Night before Easter                  | Don Sumner, Dwayne Friend | Gospel Quartet Music |
| Had it Not Been                          | Rusty Goodman             |                      |
| I Believe in a Hill Called Mount Calvary | Bill Gaither              |                      |
| Jesus is Coming Soon                     | Robert Emmett Winsett     |                      |
| The Old Rugged Cross Made the Difference | Bill Gaither              |                      |
| Sheltered In the Arms of God             | Dottie Rambo/J. Davis     |                      |
| Thank God I'm Free                       | McFall                    |                      |

### Songwriter of the Year
In der Kategorie Songwriter of the Year gewann wie im vorherigen Jahr Bill Gaither. Es waren insgesamt fünf Personen nominiert.
| Nominierte    | Gewinner |
| ------------- | -------- |
| Dwayne Friend |          |
| Bill Gaither  | x        |
| Rusty Goodman |          |
| Dottie Rambo  |          |
| Donnie Sumner |          |

### Male Vocalist of the Year
In der Kategorie Male Vocalist of the Year gewann James Blackwood. Es waren insgesamt fünf Männer nominiert.
| Nominierte      | Gewinner |
| --------------- | -------- |
| Donnie Sumner   |          |
| Sherill Neilson |          |
| James Blackwood | x        |
| Duane Allen     |          |
| Jack Hess       |          |

### Female Vocalist of the Year
In der Kategorie Female Vocalist of the Year gewann Ann Downing. Es waren insgesamt fünf Frauen nominiert.
| Nominierte     | Gewinner |
| -------------- | -------- |
| Sue Chenault   |          |
| Vestal Goodman |          |
| Dottie Rambo   |          |
| Ann Downing    | x        |
| Reba Rambo     |          |

### Male Group of the Year
In der Kategorie Male Group of the Year gewannen die Oak Ridge Boys. Es waren insgesamt fünf Gruppen nominiert.
| Nominierte             | Gewinner |
| ---------------------- | -------- |
| The Blackwood Brothers |          |
| Oak Ridge Boys         | x        |
| The Imperials          |          |
| The Stamps Quartet     |          |
| The Statesmen Quartet  |          |

### Mixed Group of the Year
In der Kategorie Mixed Group of the Year gewann die Gruppe The Speer Family. Es waren insgesamt fünf Gruppen nominiert.
| Nominierte               | Gewinner |
| ------------------------ | -------- |
| The Speer Family         | x        |
| The Downings             |          |
| The LeFevres             |          |
| The Singing Rambos       |          |
| The Happy Goodman Family |          |

### Most Promising New Gospel Talent
In der Kategorie Most Promising New Gospel Talent wurde die Gruppe Four Galileans ausgezeichnet. Insgesamt waren fünf Gruppen und Einzelpersonen nominiert.
| Nominierte                      | Gewinner |
| ------------------------------- | -------- |
| Four Galileans                  | x        |
| Sue Chenault                    |          |
| Donnie Sumner                   |          |
| Rosie Rozelle and the Searchers |          |
| Reba Rambo                      |          |

### Album of the Year
In der Kategorie Album of the Year gewann das Album Fill My Cup Lord der Blackwood Brothers. Insgesamt wurden fünf Alben nominiert.
| Nominierte                               | Performer          | Produzent  | Label         |
| ---------------------------------------- | ------------------ | ---------- | ------------- |
| Fill My Cup Lord                         | Blackwood Brothers | Darol Rice | RCA Victor    |
| Happiness Is the Downings                | The Downings       |            | Heart Warming |
| Love Is the Thing                        | The Imperials      |            | Heart Warming |
| The Old Rugged Cross Made The Difference | The Speer Family   |            | Heart Warming |
| This Is My Valley                        | The Singing Rambos |            | Heart Warming |

### Instrumentalist
In der Kategorie des besten Instrumentalmusikers des Jahres (GMA Dove Award/Instrumentalist) 1969 wurden fünf Personen nominiert. Gewonnen hat Dwayne Friend.
| Nummer | Nominierte      |
| ------ | --------------- |
| 1      | Billy Blackwood |
| 2      | Tony Brown      |
| 3      | Duke Dumas      |
| 4      | Henry Slaughter |
| 5      | Dwayne Friend   |

### Backliner Notes
In der Kategorie Backliner Notes on a Gospel Record Album wurden fünf Personen nominiert. Gewonnen hat Mrs. Jake Hess.
| Nominierte    | Betreffendes Album                       | Hauptkünstler des Albums |
| ------------- | ---------------------------------------- | ------------------------ |
| Larry Scott   | Fill My Cup Lord                         | Blackwood Brothers       |
| Mrs Jake Hess | Ain't That Beautiful Singing             | Jake Hess                |
| London Parris | James Blackwood Sings His Favorite Solos | James Blackwood          |
| Bob Benson    | The Old Rugged Cross Made the Difference | The Speer Family         |
| Bob Benson    | This Is My Valley                        | The Singing Rambos       |

### Cover Photo or Cover Art
In der Kategorie Gospel Record Album Vocer Photo of Cover Art wurden fünf Alben nominiert. Gewonnen hat This Is My Valley.
| Nominiertes Album                        | Interpret des Albums | Künstler des Cover |
| ---------------------------------------- | -------------------- | ------------------ |
| This Is My Valley                        | The Singing Rambos   | Grine/New World    |
| Fill My Cup Lord                         | Blackwood Brothers   | Webb Studios       |
| Happiness Is the Downings                | The Downings         | Grine/New World    |
| Love Is the Thing                        | The Imperials        | Moore/New World    |
| The Old Rugged Cross Made the Difference | The Speer Family     | Grine/New World    |

### Graphic Layout and Design
In der Kategorie Graphic Layout and Design wurden fünf Alben nominiert. Gewonnen hat Thrasher Brothers At Fantastic Caverns.
| Nominiertes Album                        | Interpret des Albums  | Künstler des Cover |
| ---------------------------------------- | --------------------- | ------------------ |
| Thrasher Brothers At Fantastic Caverns   | The Thrasher Brothers | Jerry Goff         |
| Fill My Cup Lord                         | Blackwood Brothers    | Bob Jones          |
| Love Is the Thing                        | The Imperials         | McConell           |
| This Is My Valley                        | The Singing Rambos    | McConell           |
| The Old Rugged Cross Made the Difference | The Speer Family      | McConell           |

### Television Program
In der Kategorie Television Program wurden fünf Fernsehprogramme nominiert. Gewonnen hat wie im vorherigen Jahr Gospel Jubilee.
| Nominierte            | Veranstalter                                                              |
| --------------------- | ------------------------------------------------------------------------- |
| America Sings         | The Thrasher Brothers                                                     |
| Cathredal of Tomorrow | Rex Humbard                                                               |
| Gospel Caravan        | The Speer Family/The LeFevres                                             |
| Gospel Jubilee        | Florida Boys / Steve Sanders / The Happy Goodman Family/ The Dixie Echoes |
| It's Happening        | Oak Ridge Boys                                                            |

### Gospel Disk Jockey of the Year
In der Kategorie Gospel Disk Jockey of the Year wurden fünf Personen nominiert. Gewonnen hat J.G. Whitfield.
| Nominierte     | Gewinner |
| -------------- | -------- |
| J.G. Whitfield | x        |
| Jan Coin       |          |
| Windy Johnson  |          |
| Tillie Lowery  |          |
| J.B. Mull      |          |